# Николаос Константопулос
Николаос Константопулос (на гръцки: Νικόλαος Κωνσταντόπουλος) е гръцки политик от началото на XX век.

## Биография
Роден е в 1884 година в тракийското село Скондо. След Младотурската революция в 1908 година на изборите за османски парламент е избран за гръцки депутат от Лозенград. Емигрира в Гърция и се установява в Сяр. Избиран е за депутат от Сяр в 1923, 1928, 1932, 1933, 1936 година. Бил е министър и управител на Източна Македония. Името му носи улица в Сяр.